# Angelique Cabral
Pour les articles homonymes, voir Cabral.
Angelique Cabral, née le 28 janvier 1979 à Honolulu, est une actrice américaine.

## Filmographie

### Comme actrice

#### Cinéma

##### Longs métrages
- 2006 : Together : la serveuse
- 2010 : Vaikoont : Estelle
- 2011 : The Perfect Family : Angela Reyes
- 2011 : Cherche Partenaires Désespérément : Pam Niborski
- 2013 : Isolated : l'ambassadrice pour la paix
- 2016 : Ceresia : Paula
- 2017 : Band Aid : Lauren
- 2017 : Fat Camp : Maggie
- 2018 : All About Nina : Carrie

#### Courts métrages
- 2009 : The Lifeboat : Mimi
- 2009 : Clubophobia : Mimi
- 2009 : American Way : America
- 2010 : Sails Men : Darla
- 2011 : dated. : la servante
- 2012 : Jennifer : l'infirmière
- 2014 : Ladies on Top : Layla Simmons
- 2015 : Every Audition You've Ever Been to Ever : Jennifer

#### Télévision

##### Séries télévisées
- 2004-2006 : Haine et Passion  : Mme Mendez
- 2006-2007 : On ne vit qu'une fois : la serveuse / la professeure (5 épisodes)
- 2005-2007 : La Force du destin : l'infirmière / la serveuse (4 épisodes)
- 2010 : Melrose Place : l'actrice #1
- 2011 : Mad Love : Erika (2 épisodes)
- 2011 : Mon oncle Charlie (Two and a Half Men) : Shannon
- 2011 : Happy Endings : Vanessa (2 épisodes)
- 2012 : Free Agents : Gwen
- 2012 : The Eric Andre Show
- 2012 : The Glades  : Docteure Tara Valdez
- 2013 : Don't Trust the B---- in Apartment 23 : Fox Paris (2 épisodes)
- 2013 : Devious Maids : Xaviera
- 2014 : Mentalist  : Gina Petrocelli
- 2014 : Enlisted : sergent Jill Perez (13 épisodes)
- 2014 : Bad Judge : Jill Sanchez
- 2014 : Esprits criminels (Criminal Minds) : Sarah Ryan
- 2015 : State of Affairs : Jennifer (2 épisodes)
- 2015 : Backstrom : Samantha Orland
- 2015 : NCIS : Los Angeles : agent Paola Fuentes (2 épisodes)
- 2015 : Chicago P.D. : Gina Gawronski
- 2015 : The Odd Couple : Amy
- 2015 : Transparent : Melanie
- 2015-2019 : Life in Pieces : Colleen (68 épisodes)
- 2016 : Bienvenue chez les Huang : Tony
- 2016 : Grey's Anatomy : Laura
- 2019 : Grace et Frankie : Liz
- 2019 : Undone
- 2022 : Maggie : Amy

##### Téléfilms
- 2013 : Continuing Fred : Ana
- 2014 : Two to Go : Anne

### Comme productrice
- 2014 : Ladies on Top (court métrage)
- 2016 : Ceresia

### Comme scénariste
- 2014 : Ladies on Top (court métrage)